# Lelija
Lelija (v srbské cyrilici Лелија) je pohoří v Bosně a Hercegovině. Nachází se v blízkosti města Kalinovik v Republice srbské. Jeho nejvyšší vrchol Velika Lelija dosahuje nadmořské výšky 2032 m. Má také ještě dva menší vrcholy (Todor (1949) a Salikov Vrh (1562).
Z jihovýchodní strany hora postupně přechází v horský masiv Zelengora, který je součástí národního parku Sutjeska.

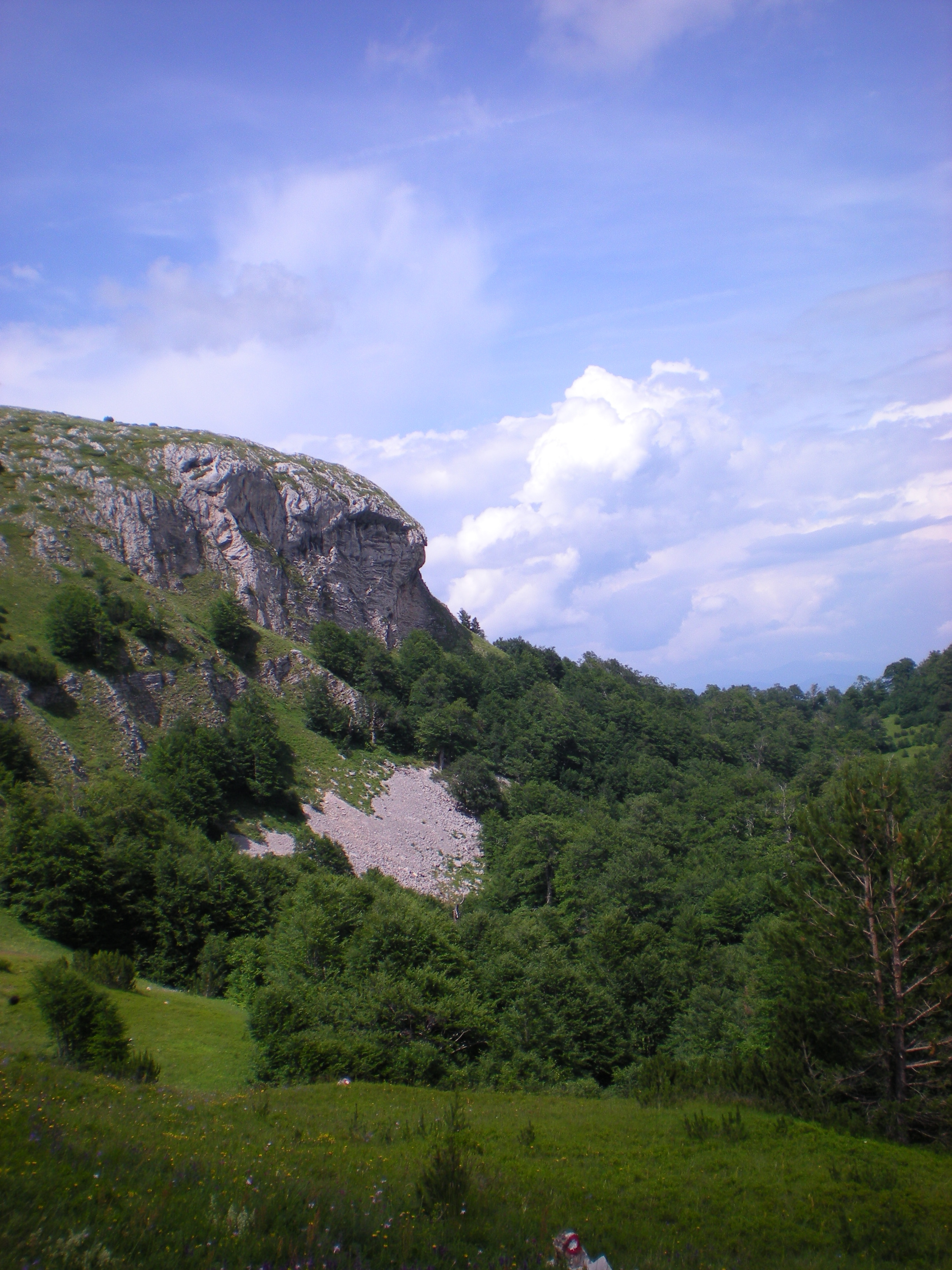
Lesy v pohoří Lelija